# Andreas Wellinger
Andreas Wellinger (Ruhpolding, 28 augustus 1995) is een Duitse schansspringer.

## Carrière
Wellinger eindigde als vierde in de individuele wedstrijd op de Olympische Jeugdwinterspelen 2012 in Innsbruck, in de landenwedstrijd veroverde hij samen met Katharina Althaus en Tom Lubitz de gouden medaille. Op 24 november 2012 debuteerde de Duitser in Lillehammer met een vijfde plaats in het wereldbekercircuit, vijftien dagen later stond hij in Sotsji voor de eerste maal op het podium van een wereldbekerwedstrijd.
In 2013 behaalde Wellinger de eindzege in het klassement van de Grand Prix schansspringen. Op 16 januari 2014 boekte de Duitser in Wisła zijn eerste wereldbekerzege. Bij het schansspringen op de Olympische Winterspelen 2014 won Andreas Wellinger namens Duitsland de gouden medaille in de landenwedstrijd. 
In 2018 behaalde Wellinger een gouden medaille op de normale schans    bij de Olympische Winterspelen 2018 met een puntentotaal van 259,1.

## Resultaten

### Olympische Winterspelen
| Jaar | Plaats      | Resultaten                                                          |
| ---- | ----------- | ------------------------------------------------------------------- |
| 2014 | Sotsji      | 6e normale schans · 45e grote schans · landenwedstrijd grote schans |
| 2018 | Pyeongchang | normale schans · grote schans · landenwedstrijd                     |

### Wereldkampioenschappen
| Jaar | Plaats  | Resultaten               |
| ---- | ------- | ------------------------ |
| 2015 | Falun   | 11e Team HS100 DNS HS134 |
| 2017 | Lahti   | HS 100                   |
| 2019 | Seefeld | 32e HS130                |

### Wereldkampioenschappen skivliegen
| Jaar | Plaats          | Resultaten                      |
| ---- | --------------- | ------------------------------- |
| 2014 | Harrachov       | 13e HS205                       |
| 2016 | Bad Mitterndorf | 14e HS225 · Teamwedstrijd HS225 |
| 2018 | Oberstdorf      | 7e HS235 4e Teamwedstrijd HS235 |

### Wereldbeker
Eindklasseringen
| Seizoen   | Algm | SV     | 4S     | RAW   |
| --------- | ---- | ------ | ------ | ----- |
| 2012/2013 | 20e  | 45e    | 9e     |       |
| 2013/2014 | 9e   | 12e    | 10e    |       |
| 2014/2015 | 35e  | -      | -      |       |
| 2015/2016 | 17e  | -      | 12e    |       |
| 2016/2017 | 4e   | Zilver | 22e    | Brons |
| 2017/2018 | 6e   | 26e    | Zilver | 19e   |
| 2018/2019 | 18e  | 22e    | 31e    | 33e   |

Wereldbekerzeges
| Datum            | Plaats       | Schans                |
| ---------------- | ------------ | --------------------- |
| 30 november 2012 | Kuusamo      | HS142 (teamwedstrijd) |
| 16 januari 2014  | Wisła        | HS134                 |
| 22 november 2014 | Klingenthal  | HS140 (teamwedstrijd) |
| 21 november 2015 | Klingenthal  | HS140 (teamwedstrijd) |
| 9 januari 2016   | Willingen    | HS145 (teamwedstrijd) |
| 21 januari 2017  | Zakopane     | HS134 (teamwedstrijd) |
| 29 januari 2017  | Willingen    | HS145                 |
| 3 december 2017  | Nizjni Tagil | HS134                 |
| 3 maart 2018     | Lahti        | HS145 (teamwedstrijd) |

### Grand-Prix
Eindklasseringen
| Jaar | Plaats |
| ---- | ------ |
| 2012 | 72e    |
| 2013 | Goud   |
| 2014 | 18e    |
| 2015 | 12e    |
| 2016 | Zilver |
| 2017 | 16e    |
| 2018 | 58e    |

Grand Prixzeges
| Datum            | Plaats       | Schans |
| ---------------- | ------------ | ------ |
| 3 augustus 2013  | Wisła        | HS134  |
| 15 augustus 2013 | Courchevel   | HS132  |
| 3 oktober 2013   | Klingenthal  | HS134  |
| 30 juli 2016     | Hinterzarten | HS108  |